# Jimmy Edwards
Jimmy Edwards (* 3. Februar 1929 in Senath, Missouri, als James Wiley Bullington) ist ein US-amerikanischer Rockabilly-Musiker und Songschreiber. Edwards bekanntester Titel ist Love Bug Crawl.

## Leben

### Kindheit und Jugend
Edwards wurde in Missouri geboren, wo er auf einer Farm nahe Cardwell aufwuchs. Als Kind sang er bereits regelmäßig auf Jamborees in Columbus, Missouri, und belegte später einen Kurs am „Arkansas State College“ in Musiktheorie. Nachdem Edwards zwei Jahre in der US Air Force verbracht hatte, zog er nach Flint, Michigan, wo er als Lastwagenfahrer arbeitete.

### Karriere
1957 hatte Edwards Gelegenheit, zwei seiner Songs – Love Bug Crawl und Honey Lovin‘ – dem Radiomoderator Bill Lamb zuzuspielen, der bei WBBC arbeitete und gleichzeitig ein kleines Studio besaß. Edwards spielte eine Version von Love Bug Crawl zusammen mit The Way To My Heart ein, die auf dem kleinen Wednesday-Label veröffentlicht wurde. Es ist nicht klar, ob das Label Edwards, Bill Lamp oder beiden zusammen gehörte. Die Single wurde unter Edwards bürgerlichem Namen „Jim Bullington“ veröffentlicht.
Der Song zog die Aufmerksamkeit von Jim Minor und Bob Cloud von Mayflower Music auf sich, die den Song vertrieben hatten. Schnell hatte Minor ein Auge auf Edwards und wurde sein Manager. Er ließ Edwards Love Bug Crawl zusammen mit dem anderen Edwards-Song Honey Lovin‘ erneut in Nashville, Tennessee, mit professionellen Session-Musikern einspielen und verkaufte die Master an Mercury Records, die die Single im Oktober 1957 erneut auf den Markt brachten. Billboard gab dem Song gute Chancen und 1958 brach Love Bug Crawl in die nationalen Top-100-Charts ein. Drei Wochen lang verblieb er auf den hinteren Plätzen der Charts. In den Country-Charts hielt sich der Titel sechs Wochen und erreichte Platz 12.
Edwards bekam daraufhin aufgrund seines Erfolges ein Engagement beim Louisiana Hayride in Shreveport, Louisiana, einer der bekanntesten Country-Shows der USA damals. Zudem unternahm er eine Tournee mit Paul Anka, den Everly Brothers und den Crickets. Für kurze Zeit war Edwards ein Star, doch die nachfolgenden Singles wie My Honey und Do That Again konnten den Erfolg nicht wiederholen. Er verlor seinen Vertrag mit Mercury und wechselte zu RCA Victor. Aber auch hier fand er keinen Erfolg. Obwohl er für Charley Pride einige Hits schreiben konnte, gelang es ihm nicht, im Musikgeschäft Fuß zu fassen.
Edwards zog sich nach Flint zurück, wo er in einer Autofabrik arbeitete. Sein Hit Love Bug Crawl wurde 1957 von dem britischen Rock’n’Roll-Sänger Marty Wilde gecovert und später auch von Wee Willie Harris und den Kentucky Headhunters aufgenommen.

## Diskografie
| Jahr | Titel                                           | Plattenfirma      |
| ---- | ----------------------------------------------- | ----------------- |
| 1957 | Love Bug Crawl / The Way To My Heart            | Wednesday Records |
| 1957 | Love Bug Crawl / Honey Lovin‘                   | Mercury Records   |
| 1958 | My Honey / Golden Ruby Blue                     | Mercury Records   |
| 1958 | Do That Again / Wedding Band                    | Mercury Records   |
| 1959 | Your Love Is A Good Love / A Favor For A Friend | RCA Victor        |
| 1960 | Rosie Lee / Live and Let Live                   | RCA Victor        |
| 1960 | Silver Slippers / What Do You Want From Me?     | RCA Victor        |